# OTO Melara 76 mm
OTO Melara 76 mm je 76 mm ladijski top italijanskega proizvajalca Oto Melara. Zasnovan je na podlagi topa Oto Melara 76/62C. Uporablja se na manjših vojaških ladjah, kot npr. korvete, fregate in rušilci. Gre za enega najbolj množično uporabljanih ladijskih topov v svojem razredu.
Verzija Super Rapid lahko izstreli 120 nabojev v minuti.

## Projektili
- Visokoeksplozivni, teža 6,296 kg, doseg 16 km, efektivna razdalja 8 km
- MOM: (Multirole OTO Munition)
- PFF: protiladijski projektil z bližinskim detonatorjem
- SAPOM: teža 6,35 kg, doseg 16 km (SAPOMER: 20 km)
- DART:
- Vulcano: teća 5 kg, doseg največ 40 km